# Toranjska dizalica
Toranjska dizalica ili toranjski okretni granik ima visok, vitak toranj s dohvatnikom na gornjem dijelu. I toranj i dohvatnik najčešće su rešetkaste konstrukcije, da bi dizalica bila što lakša i da bi se smanjilo djelovanje vjetra. Kao postolje dizalice obično služi vagonet (maleni vagon) koji se kreće po tračnicama. Toranj je postavljen na vagonet tako da se može okretati ili da je nepomičan. Sva osiguranja s obzirom na preopterećenje i prevrtanje dizalice moraju biti osobito brižljivo učinjena. Radi dobre vidljivosti, upravljačnica je smještena visoko na tornju dizalice. Konstrukcija toranjske dizalice mora biti takva da se dizalica vlastitom snagom lako postavi, lako rastavi (demontira) i prikladno složi za prijevoz na javnim putovima. Toranjske dizalice prilagođene su suvremenom načinu gradnje velikih zgrada, pa zato imaju veliku visinu dizanja i veliki doseg: 
- nosivost obično iznosi od 1 do 8 tona, a doseže i 50 tona;
- uobičajeni doseg od 10 do 40 metara, a može biti i 60 metara;
- moment je tereta od 80 do 1 000 kNm, iznimno i do 10 000 kNm;
- visina je dizanja od 20 do 60 metara, čak i do 100 metara;
- brzina je dizanja od 0,3 do 1 m/s, a
- brzina vožnje dizalice od 0,2 do 0,6 m/s.

Za gradnju vrlo visokih zgrada upotrebljavaju se dizalice penjači. To su posebne izvedbe toranjskih dizalica opremljenih mehanizmom za vlastito podizanje. Smješteni su unutar zgrade, obično u prostoru za dizalo, ili su na betonskom temelju postavljeni izvan zgrade. Vanjski toranj dizalice pričvršćen je tada za vanjski zid zgrade.